# The Smashing Pumpkins
The Smashing Pumpkins es una banda estadounidense de rock alternativo formada en Chicago en 1988. Fundada en un inicio por el vocalista Billy Corgan (voz, guitarra) y James Iha (guitarra), poco después incluyeron a Jimmy Chamberlin (batería) y D'arcy Wretzky (bajo), completando su formación original. La banda ha sufrido muchos cambios en su formación a lo largo de su existencia, con Corgan y el guitarrista James Iha siendo los únicos miembros oficiales a partir de 2014.
Repudiando las raíces musicales de punk rock de muchos contemporáneos del rock alternativo, los Pumpkins tienen un sonido diverso, densamente escalonado y pesado. A pesar de ser una banda fundada en Chicago, los Smashing Pumpkins se alinearon enseguida con la escena musical de Seattle gracias a su contacto con bandas como Soundgarden, junto a la que tocaron en varias ocasiones en 1991, o con la discográfica independiente Sub Pop. Sus primeros trabajos añadían elementos propios del shoegaze, heavy metal, dream pop, rock psicodélico, rock progresivo, hard rock y de la coetánea escena grunge de Seattle. Finalizando la década de 1990, se suman fuertes influencias del rock industrial, rock gótico y la electrónica en sus grabaciones. Corgan es el compositor principal del grupo — sus grandes ambiciones musicales y sus letras catárticas le han dado forma a la banda y a sus canciones, que han sido descritas como «informes angustiados, magullados de un mundo de pesadillas de Billy Corgan».
Smashing Pumpkins irrumpió en el mainstream musical con su segundo álbum, Siamese Dream de 1993. El grupo construyó su audiencia con extensas giras y su seguimiento de 1995, el doble álbum Mellon Collie and the Infinite Sadness, que debutó en el número uno en la lista Billboard 200. Con 20 millones de álbumes vendidos en los Estados Unidos, los Smashing Pumpkins eran una de las bandas más comercialmente exitosas y aclamadas por la crítica de la década de 1990. Sin embargo, las luchas internas, el uso de drogas y la disminución de las ventas de discos condujeron a su ruptura en 2000.
En 2006, Billy Corgan y Jimmy Chamberlin se reunieron para grabar un nuevo álbum de Smashing Pumpkins, Zeitgeist. La banda se fue de gira con una alineación rotativa de entre cinco y nueve músicos en gran parte de 2007 y 2008 con un nuevo miembro Jeff Schroeder después de que Chamberlin abandonara la banda a principios de 2009. Más tarde ese año, Corgan comenzó una nueva serie de grabación titulada Teargarden by Kaleidyscope, con una alineación rotativa de músicos, que se ha traducido en los álbumes Oceania (2012) y Monuments to an Elegy (2014), y un próximo álbum. A partir de 2015, Corgan y Schroeder son los únicos miembros permanentes de la banda. En junio de 2015 Corgan anunció el regreso de Chamberlin a la banda pero no aclaró si la estancia sería permanente. 

En octubre de 2023, a través de sus redes sociales, Jeff Schroeder anuncia que abandona la banda para dedicarse a proyectos personales. Posteriormente, a finales de abril de 2024 eligen a Kiki Wong como nuevo miembro de apoyo tras recibir 10000 solicitudes.

## Historia

### 1988-1991: primeros años Gish
A los diecinueve años de edad, Corgan se muda a St. Petersburg, Florida, junto con su grupo de rock gótico The Marked. Debido al limitado éxito de la formación Corgan vuelve a Chicago tras la disolución del grupo y comienza a trabajar en una tienda de música. Mientras trabajaba en la tienda de discos, Corgan conoció al guitarrista James Iha. Ambos comenzaron a escribir canciones juntos, ayudados por una caja de ritmos, dando el primer concierto bajo el nombre Smashing Pumpkins el 9 de julio de 1988 en un local llamado Chicago 21.
Cabe destacar que a finales de los años 80 cuando Billy Corgan fundó The Smashing Pumpkins, compagina a su banda con otra banda llamada "Deep Blue Dream", una banda con sonidos más cercanos al new wave y el post punk que fue fundada por el músico Wayne Static (Posteriormente líder de la banda de metal industrial Static-X), sin embargo, cuando Smashing Pumpkins empezó a obtener popularidad, Corgan decidió dedicar toda su atención a dicha banda y Deep Blue Dream se disolvió posteriormente.
The Smashing Pumpkins estaban fuertemente influenciados por The Cure y New Order. Poco después, Corgan conoció a D'arcy Wretzky durante una discusión, en la presentación de Dan Reed Network en Chicago. Después de enterarse de que Wretzky tocaba el bajo, Corgan la invitó al grupo y realizaron su primera presentación como trío en el club Avalon de Chicago. Después del concierto, el propietario del Cabaret Metro, Joe Shanahan, realizó una oferta a la banda en la que les ofrecía su apoyo a cambio de reemplazar la caja de ritmos por un baterista.
El elegido fue Jimmy Chamberlin, quien había formado parte de algunas formaciones de jazz, por lo que Shanahan aceptó añadir al grupo en el cartel de rock Against Depression junto a October's Child y Love and Addiction. El 5 de octubre de 1988, la formación completa tocó en Cabaret Metro.
Durante 1989, el grupo grabó una serie de casetes demo, los cuales fueron compilados en 1995 en un bootleg llamado Early 1989 Demos. The Smashing Pumpkins lanzó su primera grabación, una edición limitada de un sencillo llamado «I Am One», editado en 1990 por la discográfica Limited Potential de Chicago. Después de vender todas las copias, lanzaron el sencillo «Tristessa», editado en 1990 por la discográfica Sub Pop, después de que el grupo firmara un contrato con Virgin Records. Para la grabación del álbum debut de The Smashing Pumpkins, Virgin Records contrató al productor, Butch Vig. Juntos grabaron en 1991 el álbum Gish, en el estudio Smart Studios de Madison, Wisconsin, propiedad de Vig. El álbum fue lanzado el 28 de mayo de 1991, por medio de Caroline Records, una subsidiaria de Virgin. Para ganar la consistencia que deseaba, Corgan prefirió grabar todos los instrumentos, excepto la batería, lo que motivó un ambiente de tensión entre los miembros del grupo. Gish se convirtió en un éxito de menor importancia, eclipsado por el éxito de Nevermind de Nirvana. El grupo promocionó el álbum con una gira, donde abrieron conciertos de grupos como Red Hot Chili Peppers, Jane's Addiction y Guns N' Roses. Durante la gira, Iha y Wretzky se separaron (ya que eran pareja), Chamberlin se volvió adicto a los narcóticos y al alcohol, y Corgan entró en un profundo estado de depresión, que lo llevó a escribir canciones para el siguiente álbum en el apartamento donde entonces se alojaba.

### 1992-1994: Siamese Dream y el éxito comercial
El grupo se mudó temporalmente a Marietta, Georgia, entre diciembre de 1992 y marzo de 1993, para trabajar de manera intensiva y sin distracciones en las grabaciones el que sería su nuevo álbum, en los Triclops Sound Studios de Atlanta, bajo la producción de Butch Vig y Billy Corgan. Finalmente, el 27 de julio de 1993 aparece el segundo álbum, Siamese Dream, que debutó en el décimo lugar del ranking Billboard, y que vendió cuatro millones de copias en Estados Unidos. Los videos musicales promocionales fueron «Cherub Rock», «Today», «Disarm» y «Rocket»; siendo los dos primeros los que tuvieron una fuerte rotación en la cadena MTV.
La grabación del disco fue dura y complicada, ya que los miembros de la banda discutían constantemente: Chamberlin se volvió realmente adicto al alcohol llegando a desaparecer durante días enteros. Además, se rumoreó que Corgan, al igual que en el trabajo anterior, había grabado todas las partes de guitarra y bajo. Esto hizo parecer a la prensa como si Corgan fuese un verdadero tirano, a lo que este respondió que había grabado la mayoría de los sonidos de guitarra solo porque él lo hacía en menos tiempo. Durante los cuatro meses que duró la grabación, el presupuesto se extendió hasta los 250 000 dólares.
El 4 de octubre de 1994, Virgin Records lanzó una compilación de lados B del disco Siamese Dream, bajo el nombre de Pisces Iscariot. Este disco fue producido por Kerry Brown, Billy Corgan, Dale Buffin Griffin, James Iha, Butch Vig y Ted de Bono. Aprovechando la oportunidad, también fue lanzado un casete VHS titulado Vieuphoria, que incluyó material en vivo, entre otros. Una versión en CD de Vieuphoria, titulada Earphoria fue lanzada de manera promocional en las estaciones de radio. Tras una extensa gira con el motivo de poder costear las grabaciones, donde se incluyeron las presentaciones en la gira de Lollapalooza de 1994 y el Reading Festival de 1995, el grupo optó por tomar una pausa para componer el siguiente álbum.

#### 1995-1997:Mellon Collie and the Infinite Sadness
Durante 1995, Corgan se encierra en su apartamento y escribe 56 canciones para su nuevo álbum. Después de esta muestra de creatividad de Corgan, los Smashing se meten en el estudio para grabar su siguiente álbum, que Corgan describió como el «The Wall de los años 90», en comparación con el afamado álbum doble conceptual de Pink Floyd.
El 24 de octubre de 1995 fue lanzado Mellon Collie and the Infinite Sadness, un álbum doble de 28 canciones que debutó en el primer lugar del ranking Billboard de octubre de 1995, llegando a vender dieciséis millones de copias en el mundo y conseguir nueve discos de platino, convirtiéndose en el álbum doble más vendido de la década en ese momento. Después de la salida del disco, la revista Time catalogó el trabajo como "el más ambicioso por parte de los Smashing Pumpkins". El álbum ganó siete nominaciones a los premios Grammy de 1997, venciendo en la categoría de Mejor Interpretación de Hard Rock por la canción «Bullet with Butterfly Wings». Esta y otras cuatro canciones más fueron editadas como sencillos, llegando tres de ellas a disco de oro. Muchas de las canciones restantes de las 56 compuestas para el disco fueron editadas como lados B en «The Aeroplane Flies High».

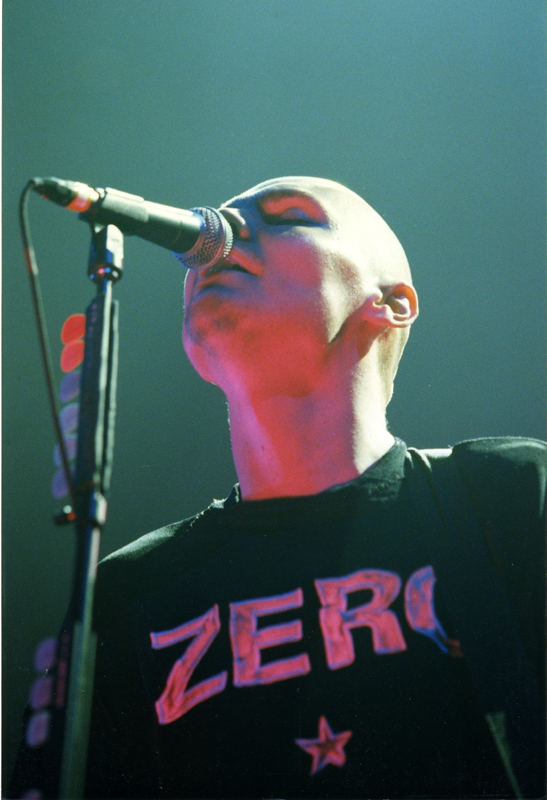
Billy Corgan durante la gira promocional Mellon Collie and the Infinite Sadness Tour.

En 1996, la banda inicia una gira promocional alrededor del mundo, denominada Mellon Collie and the Infinite Sadness Tour. Durante esta gira, Corgan cambia de estilo, afeitándose la cabeza y vistiendo camisetas con la palabra Zero en la gran mayoría de los conciertos, por lo que se convierte en todo un ícono musical. Como resultado de la edición de su nuevo disco, el grupo sale caricaturizado en un episodio de Los Simpson en 1996 junto con Sonic Youth y Peter Frampton. El 11 de mayo de 1996, durante una presentación en el teatro Point de Dublín, ocurrió una tragedia. Durante la interpretación de una enérgica versión de «Bullet with Butterfly Wings,» una adolescente de diecisiete años llamada Bernadette O'Brien fue aplastada por la multitud, sufriendo una serie de heridas internas que finalmente le ocasionaron la muerte. Rápidamente el concierto fue finalizado, y el directo de la noche siguiente fue cancelado, en respeto a la joven.
El 12 de julio de 1996, el grupo se vio envuelto en otra polémica cuando Jonathan Melvoin, teclista de la gira, y Jimmy Chamberlin sufrieron una sobredosis de heroína y alcohol en un hotel de Nueva York. Melvoin falleció, y Chamberlin fue arrestado por posesión de drogas. Pocos días después, el grupo emitió una declaración pública declarando la expulsión de Chamberlin como resultado del incidente. El grupo finalizó la gira con otro teclista y otro baterista, lo cual en una retrospección Corgan definió como la peor decisión que el grupo ha tomado, dañando a los integrantes y a la reputación del grupo. Para 1998 se incluyó una versión de los Smashing Pumpkins de la canción «Never Let Me Down Again» de Depeche Mode en el álbum tributo For the Masses.

#### 1998-2000:Adore,Machinay disolución
Durante la grabación de su siguiente disco, Iha declara que «el futuro está en la música electrónica. Debe ser realmente aburrido tocar solo música rock.» Estas declaraciones se convierten en toda una declaración de intenciones para su siguiente álbum, que saldría tras una época de experimentación con proyectos en solitario, Adore. Anteriormente, la banda había grabado una canción para la banda sonora de la película Batman & Robin, «The End Is The Beginning Is The End», que acabaría llevándose el Grammy a la Mejor Interpretación de Hard Rock. Adore cambió radicalmente de estilo, acercándose claramente a posiciones electrónicas más allá de música basada en la clásica formación de guitarra, bajo y batería. A pesar de que el disco recibió muy buenas críticas y llegó a ser nominado como Mejor Interpretación Alternativa en los Grammy, las ventas fueron desastrosas, considerándose el mayor fracaso en la discografía del grupo. El disco vendió cerca de 830 000 copias en Estados Unidos, consiguiendo el triple de ventas al otro lado del Atlántico.
Poco después de salir el disco al mercado, el grupo se embarca en una extensa gira alrededor de los Estados Unidos para recaudar fondos para una ONG, a la que se le envió el 100% de la recaudación total de la gira. Además, el coste de la gira fue sufragado enteramente de los bolsillos de los componentes de la banda. En conclusión, el total donado a la ONG fue de 2.8 millones de dólares. En 1999, Jimmy Chamberlin se reintegró al grupo, tras rehabilitarse de su adicción a las drogas. Pero nuevamente el cuarteto se rompe, ya que D'arcy abandonó el grupo al finalizar las grabaciones del álbum en proceso, en septiembre del mismo año, bajo motivos no aclarados por la agrupación. Melissa Auf der Maur, bajista de Hole, fue invitada a participar en la gira promocional Sacred and Profane. Adicionalmente apareció en los videos musicales de los sencillos promocionales del álbum. El 29 de febrero de 2000, se publicó Machina/The Machines of God. El disco sale a la venta con excelentes críticas, más accesible que su antecesor, y entra en los Billboard en tercer lugar. Al poco tiempo se desmorona en las listas, vendiendo menos que Adore.
En una entrevista en vivo en la radio KROQ en mayo de 2000, Billy Corgan anunció la decisión del grupo de disolverse al final del año, añadiendo para ello fechas adicionales en la gira que realizaban en esos momentos. El último disco de los Smashing Pumpkins, Machina II/The Friends & Enemies of Modern Music, el que correspondería a la segunda parte del disco previo, fue lanzado en septiembre de ese mismo año. Solamente fueron repartidas veinticinco copias entre los amigos del grupo, con el permiso de distribuir libremente el contenido en internet. El álbum contenía 1 LP y 3 EP, grabados por Constantinople Records, una discográfica creada por Corgan. La decisión de grabar el álbum de manera independiente y de distribuir el material por internet radicó en la negativa de Virgin Records de publicar un álbum doble, ante las bajas ventas de los últimos dos álbumes. The Smashing Pumpkins realizó su último concierto en Cabaret Metro, el mismo local donde comenzó su carrera doce años atrás. Para la ocasión tocó Melissa Auf der Maur, en reemplazo de D'arcy quien no quiso participar. El mismo día además, el grupo lanzó su último sencillo: «Untitled». Las cuatro horas de concierto fueron registradas en vídeo para un posterior lanzamiento en DVD.

### 2001-2004: después de la disolución
El 20 de noviembre de 2001 fue lanzada una compilación de grandes éxitos, llamada Rotten Apples. Junto con la versión simple del álbum, se lanzó una edición doble limitada, la cual incluyó una recopilación de lados B y rarezas, denominada Judas 0. Como acompañamiento, se lanzó un DVD llamado Greatest Hits Video Collection 1991-2000 que compiló todos los videos musicales promocionales del grupo, desde Gish hasta Machina/The Machines of God, junto con material previamente no publicado.
En 2001, Corgan y Chamberlin se reúnen para formar un proyecto después de la disolución de los Smashing. Bajo el nombre de Zwan se edita su único disco, llamado Mary Star of the Sea, que consigue buenas críticas pero sin cuajar en el plano comercial, con lo que Corgan abandona el proyecto en 2003. El 26 de noviembre de 2002 se lanzó de manera conjunta el álbum compilatorio Earphoria y el DVD Vieuphoria. Un álbum compilatorio, denominado Rarities and B-Sides, fue lanzado por medio de varias tiendas de música en línea, el 5 de abril de 2005. Un total de 114 canciones fueron puestas a la venta en servicio digitales de este tipo, como iTunes Music Store, entre otros.
Después de la ruptura de Zwan, Corgan inicia una carrera en solitario editando un solo álbum, TheFutureEmbrace, en 2005, además de publicar un libro de poesía llamado "God Is Everywhere From Here To There". Por otro lado, Chamberlin comienza un proyecto llamado Jimmy Chamberlin Complex, editando un álbum en 2005 titulado Life Begins Again. A su vez, Iha colabora en A Perfect Circle y con Chino Moreno, además de fundar su propio sello discográfico, Scratchie Records. Por último, Wretzky no ha hecho ningún tipo de entrevista ni ha participado en ningún disco, pero fue arrestada en 2005 por posesión de cocaína.

### 2005-2008: reformación yZeitgeist
El 21 de junio de 2005, con motivo del lanzamiento oficial de TheFutureEmbrace, Billy Corgan publicó un anuncio de una página en el periódico Chicago Tribune, anunciando entre otras cosas, sus deseos de volver a reunir a la banda. «Desde hace un año, estoy rondando un secreto, un secreto que he elegido guardar. Pero ahora quiero que sean los primeros en saber que tengo planes de renovar y resucitar a los Smashing Pumpkins. Quiero que vuelva mi banda, mis canciones y mis sueños.»
El 20 de abril de 2006, se publicó un anuncio en el sitio web oficial que confirmaba la reunión del grupo y los planes de grabar un nuevo álbum en verano. Más tarde, el 28 de julio de 2006, fue publicado un mensaje en el sitio web oficial, diciendo que el grupo se encontraba en esos momentos en estudio, en preparación del primer álbum tras siete años de receso. Posteriormente sería confirmado Roy Thomas Baker como productor del álbum. De acuerdo con un mensaje publicado por Jimmy Chamberlin el 20 de octubre de 2006 en el blog de la agrupación en MySpace, tras finalizar los trabajos con Baker contrataron la ayuda del productor Terry Date, quien previamente trabajó con Deftones, Pantera y Soundgarden. El 26 de enero de 2007, el grupo anunció la programación de los primeros conciertos en Europa, comenzando en los festivales Rock am Ring y Rock im Park de Alemania, el 2 de junio y 3 de junio del mismo año, respectivamente.
El 7 de febrero del mismo año, Billy Corgan anunció que el primer álbum del grupo musical tras la reunión, titulado Zeitgeist, estaba programado para ser lanzado el 7 de julio de 2007, por Reprise Records. Dicha fecha posteriormente sería aplazada para el 10 de julio del mismo año.
Después de una serie de dudas respecto a quienes serían los miembros que participarían en la reunión, siendo los únicos confirmados Billy Corgan y Jimmy Chamberlin, James Iha confirmó en una entrevista que no sería parte de la reunión, en abril de 2007. La evidente exclusión de D'arcy Wretzky, retirada de la música desde que abandonó el grupo, y la confirmación de que Melissa Auf der Maur tampoco participaría en la reunión, incrementaron las dudas. Sin embargo, la banda contrató a la bajista Ginger Reyes poco después.

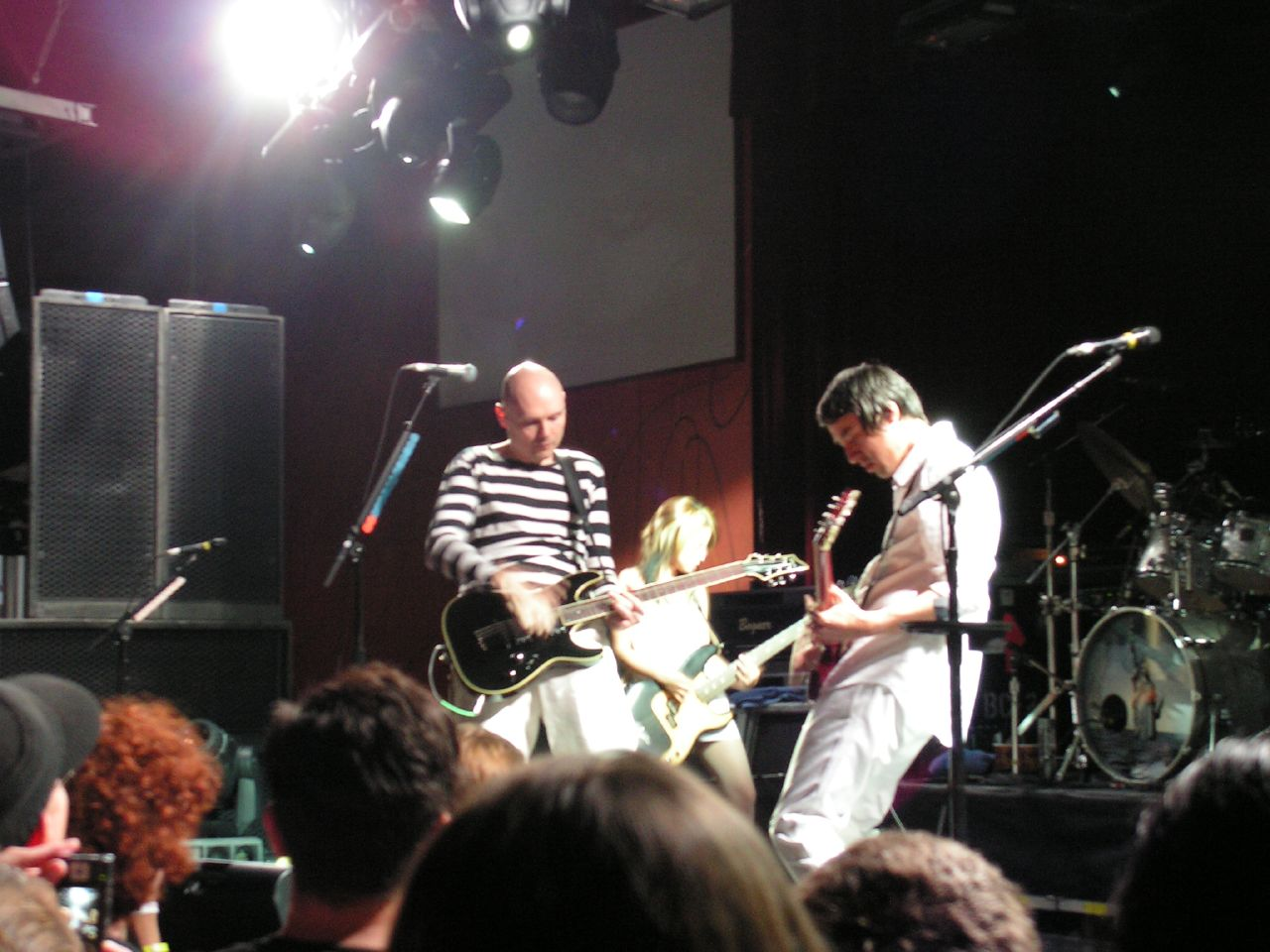
Corgan y Jeff Schroeder en el escenario.

El 22 de mayo The Smashing Pumpkins volvieron a los escenarios, después de casi 7 años, en el teatro Le Grand Rex de París, ante una audiencia aproximada de 2200 espectadores. El concierto duró 3 horas y tocaron 29 canciones; entre ellas viejos éxitos como «Today», «1979» junto con canciones de su nuevo álbum, como su nuevo sencillo «Tarantula». En dicho concierto además se confirmaría la presencia de dos nuevos integrantes: Jeff Schroeder (guitarra) y Ginger Reyes (bajo), además de Lisa Harriton en teclados y coros. El 2 de enero de 2008. se marcó como fecha de publicación del EP American Gothic en iTunes, que incorporó cuatro nuevas canciones a la discografía de la banda. El EP en formato CD salió a la venta el 11 de febrero de 2008. Dos semanas después, el 25 de febrero, se editó una nueva versión del trabajo exclusiva solo del Reino Unido.

### 2009-2013:Teargarden,Oceaniay décimo álbum de estudio
En marzo de 2009, Jimmy Chamberlin decidió abandonar el grupo, siendo sustituido unos meses después por Mike Byrne, un chico de diecinueve años de Portland. En septiembre de 2009, Billy Corgan ha anunció en su blog que iba a lanzar un nuevo álbum, titulado Teargarden by Kaleidyscope. Este se podía descargar totalmente gratis a través de su web. Serían 44 canciones y la idea original era de lanzar las cuatro primeras canciones por Halloween y después ir añadiendo las demás poco a poco. Billy ha dicho que ha vuelto a sus raíces psicodélicas para la realización del disco.
El grupo planeaba lanzar su nuevo álbum Teargarden By Kaleidyscope de forma gratuita a través de Internet una canción a la vez. El primer sencillo, «A Song For A Son», fue lanzado en diciembre de 2009. En marzo de 2010, Ginger Reyes oficialmente dejó la banda. Corgan posteriormente llevó a cabo audiciones para un nuevo bajista. En mayo, Nicole Fiorentino anunció que se había unido a la banda como bajista, y que estaba trabajando en Teargarden By Kaleidyscope. Ese mismo mes se lanza el primer EP de la serie: Songs for a Sailor. La nueva alineación se encuentra actualmente en una gira mundial para promocionar este nuevo proyecto. En noviembre de 2010 se lanza el segundo EP: The Solstice Bare, que fue precedido de los sencillos «Freak» y «Tom Tom».
Durante la primera mitad del 2011, la banda lanza dos nuevos sencillos de Teargarden by Kaleydiscope, «Lighting Strikes» y «Owata», Corgan anunció que después de estas canciones el grupo entraría a grabar un disco de estudio llamado Oceania, que a palabras del frontman sería «un álbum dentro de un álbum» ya que Oceanía formara parte del ambicioso proyecto de 44 canciones.

### 2014-2017
El 25 de marzo de 2014, Corgan anunció que había firmado un nuevo contrato discográfico con BMG, para dos nuevos álbumes, Monuments to an Elegy y de Day for Night, titulados respectivamente. En junio, se reveló que Mike Byrne ya no era parte la banda, para ser reemplazado por Tommy Lee de Mötley Crüe, y también se confirmó que Nicole Fiorentino ya no era parte de la banda. De esta manera Monuments to an Elegy fue grabado íntegramente por Billy Corgan en voz, guitarra, bajo, piano y sintetizadores; Jeff Schroeder en guitarra; y Tommy Lee en batería. El álbum fue lanzado el 9 de diciembre de 2014 y ha recibido críticas generalmente positivas y se espera ya su próximo álbum. También en septiembre de 2014 fue lanzada la reedición de Adore su cuarto álbum, una reedición con un total de 107 canciones entregadas en esta remozada versión: tomas en vivo y demos, en formatos que van desde el CD, DVD y vinilo.
A finales de 2014 y a comienzo de 2015 la banda realizó una gira por Europa, Norteamérica, Australia y Sudamérica promocionando el álbum Monuments to an Elegy y sus grandes éxitos, la sorpresa fue la formación de la banda que hasta el momento es solamente para presentación en vivo, Corgan invitó a los músicos Brad Wilk baterista de Rage Against the Machine y ex Audioslave, y a Mark Stoermer bajista de The Killers, y juntos al guitarrista Jeff Schroeder son actualmente la nueva formación de The Smashing Pumpkins en vivo. En esta gira también tuvo otro invitado sorpresa, el cantante Marilyn Manson que se subió al escenario en Londres y en Sídney interpretando la canción «Ava Adore».
El 15 de marzo de 2015 se presentaron en una nueva versión del Lollapalooza Chile 2015, donde cambiaron el setlist habitual para tocar y recordar sus grandes éxitos. También se presentaron en Perú, Argentina y Brasil respectivamente. Al terminar esta gira, Corgan se dedicará a trabajar en el próximo álbum de la banda.
El 24 de junio de 2015 se anunció la reintegración a la banda de Jimmy Chamberlin por tercera vez, Corgan lo invitó a ser parte de la banda para una gira conjunta de Smashing Pumpkins con Marilyn Manson por los Estados Unidos. Aunque Corgan no aclaró si la estadía de Chamberlin será permanente. Mientras que Jimmy ha declarado: “Billy me preguntó si podría considerar volver para la gira. Es una gran oportunidad no solo de celebrar la música, sino también la amistad y nuestro legado”.
El 26 de marzo de 2016, la banda actuaba en Los Ángeles y James Iha reapareció en el escenario para sorpresa del público asistente. Era la primera vez en dieciséis años que James Iha volvía a actuar con The Smashing Pumpkins, coincidiendo además con el día de su cumpleaños. Con Iha a la guitarra la banda tocó las canciones «Mayonaise», «Soma», «Rocket», «Today», «Disarm» y «Spaceboy» del álbum Siamese Dream y «Whir» del álbum Pisces Iscariot. James actuó en varios shows más de esta gira. Aunque no se realizó un comunicado oficial que confirmara a James Iha como miembro permanente en la banda, sí que dejó la puerta abierta a una posible reunión de todos los miembros originales.

### 2018: regreso de la formación original yShiny and Oh So Bright, Vol. 1 / LP: No Past. No Future. No Sun.
A comienzos del año 2018, Billy Corgan anunció que volvería a reunir a la formación original de la banda reintegrando al guitarrista James Iha, noticia esperaba por sus fanes desde hacía años, pero en esa reunión no se incluyó a la bajista D'arcy Wretzky pese a su interés en volver a trabajar con sus antiguos compañeros.
En marzo de 2018, Corgan mencionó que la banda planeaba lanzar dos EPs en 2018, y el primero tentativamente planeado para mayo. El 8 de junio de 2018, se lanzó el primer sencillo del conjunto de música, "Solara".
En septiembre de 2018, anunciaron el álbum Shiny and Oh So Bright, Vol. 1 / LP: No Past. No Future. No Sun., que se lanzó a través de Napalm Records el 16 de noviembre de 2018. El disco fue víctima de críticas mayormente negativas, sin embargo Corgan sigue trabajando y escribiendo para lo que sería el Vol. 2 de esta serie de discos.

## Cultura popular
En el videojuego Guitar Hero 3 aparece la canción «Cherub Rock», esta misma canción también aparece en Rock Band como también las canciones Siva y Zero, estas últimas dos son descargables. En Rock Band 2 aparece la canción «Today». En el videojuego Guitar Hero World Tour también está la canción Today así como un pack descargable que contiene las canciones «1979», «The Everlasting Gaze» y su nuevo sencillo «G.L.O.W.», en este mismo juego aparece Billy Corgan como personaje jugable. En Guitar Hero 5 aparece la canción «Bullet with Butterfly Wings». En GTA IV, en la radio Liberty Rock Radio, aparece la canción «1979».
Al lanzar el disco Mellon Collie and the Infinite Sadness, Smashing Pumpkins sale caricaturizado en el episodio #24 de la séptima temporada de Los Simpson llamado Homerpalooza junto con Sonic Youth y Peter Frampton, en este episodio interpretan la canción "Zero". En la película Scott Pilgrim vs. The World, el protagonista interpretado por Michael Cera utiliza la famosa camiseta Zero y la de Corazón, ambos símbolos de la mejor época de los Smashing Pumpkins.
La cadena pública vasca Euskal Irrati Telebista - Radio Televisión Vasca utilizó en mayo de 2000, con motivo del cambio de imagen, producido tras dieciocho años de utilizarse el txori en todas sus cadenas de radio y televisión, bajo la banda sonora With every light.

## Miembros
| Miembros actuales - Billy Corgan – voces, guitarras, bajo, teclados (1988–2000, 2006–presente) - James Iha – guitarras, bajo, coros (1988–2000, 2018–presente) - Jimmy Chamberlin – batería (1988–1996, 1998–2000, 2006–2009, 2015–presente) Miembros de apoyo - Jack Bates – bajo (2015, 2018–presente) - Katie Cole – teclados, guitarras, bajo, otros instrumentos, coros (2015, 2016–2018, 2019–presente) - Kiki Wong – guitarras (2024–presente) Miembros anteriores - D'arcy Wretzky – bajo, coros (1988–1999) - Melissa Auf der Maur – bajo (1999–2000) - Mike Byrne – batería, teclados, coros (2009–2014) - Nicole Fiorentino– bajo, teclados, coros (2010–2014) - Jeff Schroeder – guitarras, teclados (2007–2023) | Miembros de apoyo anteriores - Eric Remschneider – chelo (1992–1994) - Jonathan Melvoin – teclados (1995–1996, fallecido en 1996) - Matt Walker – batería (1996–1997) - Dennis Flemion – teclados (1996–1997, fallecido en 2012) - Kenny Aronoff – batería (1998) - Dan Morris – percusión (1998) - Stephen Hodges – batería (1998) - Mike Garson – teclados, piano (1998–2000) - Chris Holmes – teclados (2000) - Linda Strawberry – coros (2000, 2007) - Lisa Harriton – teclados, coros (2007–2009) - Ginger Reyes – bajo, coros (2007–2009) - Stephen Bradley – trompeta (2008) - Gabrial McNair – trombón (2008) - Khristopher Pooley – teclados, acordeón (2008) - Gingger Shankar – violín (2008) - Mark Tulin – bajo (2010, fallecido en 2011) - Mark Stoermer – bajo (2014–2015) - Brad Wilk – batería (2014–2015) - Sierra Swan – bajo, teclados, coros, otros instrumentos (2016–2017) |

## Discografía
- Gish (1991)
- Siamese Dream (1993)
- Pisces Iscariot (1994)
- Mellon Collie and the Infinite Sadness (1995)
- Adore (1998)
- Machina/The Machines of God (2000)
- Machina II/The Friends & Enemies of Modern Music (2000)
- Zeitgeist (2007)
- Teargarden by Kaleidyscope (2009-2014)
- Oceania (2012)
- Monuments to an Elegy (2014)
- Shiny and Oh So Bright, Vol. 1 / LP: No Past. No Future. No Sun. (2018)
- Cyr (2020)
- Atum: A Rock Opera in Three Acts (2023)
- Aghori Mhori Mei (2024)